# Haroldo Baleixe
Haroldo Baleixe (Belém do Pará, 16 de fevereiro de 1962) é artista plástico e designer gráfico do Pará, Brasil.
Graduado em artes plásticas e pós graduado em comunicação social pela UFPA. Foi aluno, na década de 80, de Emmanuel Nassar, Osmar Pinheiro de Souza Júnior, Roberto de La Rocque Soares, Gonçalo Ivo (MAM-Rio), Omar Arroyo Arriaga e Alfonso Soto Soria (OEA-Brasília-DF), entre outros.
Obteve premiações em artes plásticas e gráficas.
É professor adjunto da Faculdade de Arquitetura e Urbanismo da UFPA - Universidade Federal do Pará, desenvolvendo projetos nas áreas supraditas.